# Mohamed Esnany
Mohammad Ali Jum'aa Esnany (Tripoli, 13 maggio 1984) è un calciatore libico, di ruolo centrocampista.

## Carriera

### Club
Ha giocato nel campionato libico e tunisino.

### Nazionale
Ha esordito in Nazionale nel 2005.